# Ptasznica
Ptasznica (niem. Vogelherd, 635 m n.p.m.) – szczyt  w południowo-zachodniej Polsce, w Sudetach Środkowych, w paśmie Wzgórz Lewińskich.

## Turystyka
Południowym stokiem szczytu przechodzi szlak turystyczny:
- niebieski – Kudowa-Zdrój – Kulin Kłodzki